# 戸ヶ崎村
戸ヶ崎村（とがさきむら）は、埼玉県北葛飾郡に存在した村。現在の三郷市南西部に位置する。

## 地理
- 川：中川、大場川

## 歴史

### 村名の由来
中世以来の地名より。

### 沿革
- 1889年（明治22年）4月1日 - 町村制施行により、戸ヶ崎村、境木村、三九村、酒井村、長沼村、寄巻村、前川村、鎌倉村、前谷村が合併して発足。
- 1943年（昭和18年）7月1日 - 八木郷村と合併して東和村が発足。同日戸ヶ崎村廃止。

## 現在の町名
戸ヶ崎一 - 五丁目、栄一 - 五丁目、大字戸ヶ崎、大字寄巻（大場川沿いのごく一部のみ現存）、大字鎌倉（大字寄巻内の飛地のみ現存）
- 1982年（昭和57年）の町名地番整理で旧大字のほとんどが消滅している。